# Леандри, Жак
Жак Дезире Леандри (фр. Jacques Désiré Leandri, 1903 — 1982) — французский ботаник и миколог.

## Биография
Жак Дезире Леандри родился в 1903 году на острове Корсика.
Он совершил обширные ботанические экспедиции, собирая образцы флоры в Марокко, на Корсике и на Мадагаскаре.
Жак Дезире Леандри умер в 1982 году.

## Научная деятельность
Жак Дезире Леандри специализировался на семенных растениях и на микологии.

## Некоторые публикации
- Leandri, JD. 1952. Les arbres et grands arbustes Malgaches de la famille des Euphorbiaceaes. Naturaliste Malgache 4: 47—82.
- Ursch, E; JD Leandri. 1954. Les Euphorbes Malgaches Epineuses et Charnues du Jardin Botanique de Tsimbazaza: 144—154.
- 1962. Notes sur les Euphorbiáceas Malgaches. Adansonia 2: 216—223.
- Leandri, JD. 1966. Un Naturaliste du Muséum a la Recherche des Quinquinas: Hugh Algernon Weddell (1819-1877). Adansonia 6: 165—173.

## Почести
В его честь был назван вид растений Poecilostachys leandrii A.Camus, а также роды грибов Leandria и Leandriella Benoist.